# گورستان جدید روستای باریکه
قبرستان جدید روستای باریکه مربوط به دوره قاجار است و در شهرستان چرداول، بخش هلیلان، دهستان هلیلان، سمت راست جاده فرعی آسفالته، بین روستای باریکه و جاده ایلام به پل سیمره واقع شده و این اثر در تاریخ ۷ اسفند ۱۳۸۶ با شمارهٔ ثبت ۲۱۲۹۰ به‌عنوان یکی از آثار ملی ایران به ثبت رسیده است.